# Немирівський ґебіт
Неми́рівський ґебі́т або окру́га Неми́рів (нім. Kreisgebiet Nemirow) — адміністративно-територіальна одиниця генеральної округи Житомир райхскомісаріату Україна з центром у Немирові, що існувала в роки Німецько-радянської війни. 

## Історія
Ґебіт утворено опівдні 20 жовтня 1941 року на території Вінницької області у складі трьох довоєнних радянських районів: Вороновицького, Немирівського і Ситковецького.  
1 квітня 1943 року частину Немирівського ґебіту (Вороновицький і Немирівський райони) об'єднано з частиною Іллінецького ґебіту (Липовецький і Плисківський райони), чим створено новий Липовецький ґебіт (нім. Kreisgebiet Lipowez) у складі вже чотирьох районів: Вороновицького, Липовецького, Немирівського і Плисківського. 1 червня 1943 року Липовецький ґебіт перейменовано на Немирівський.
Станом на 1 вересня 1943 ґебіт складався з таких німецьких районів: Вороновиця (нім. Rayon Woronowiza), район Липовець (нім. Rayon Lipowez), район Немирів (нім. Rayon Nemirow) і район Плисків (нім. Rayon Pliskow). Їхні межі збігалися з довоєнним радянським адміністративним поділом. 
Ґебіт формально існував до 4 лютого 1944 року.